# Microbiota intestinal

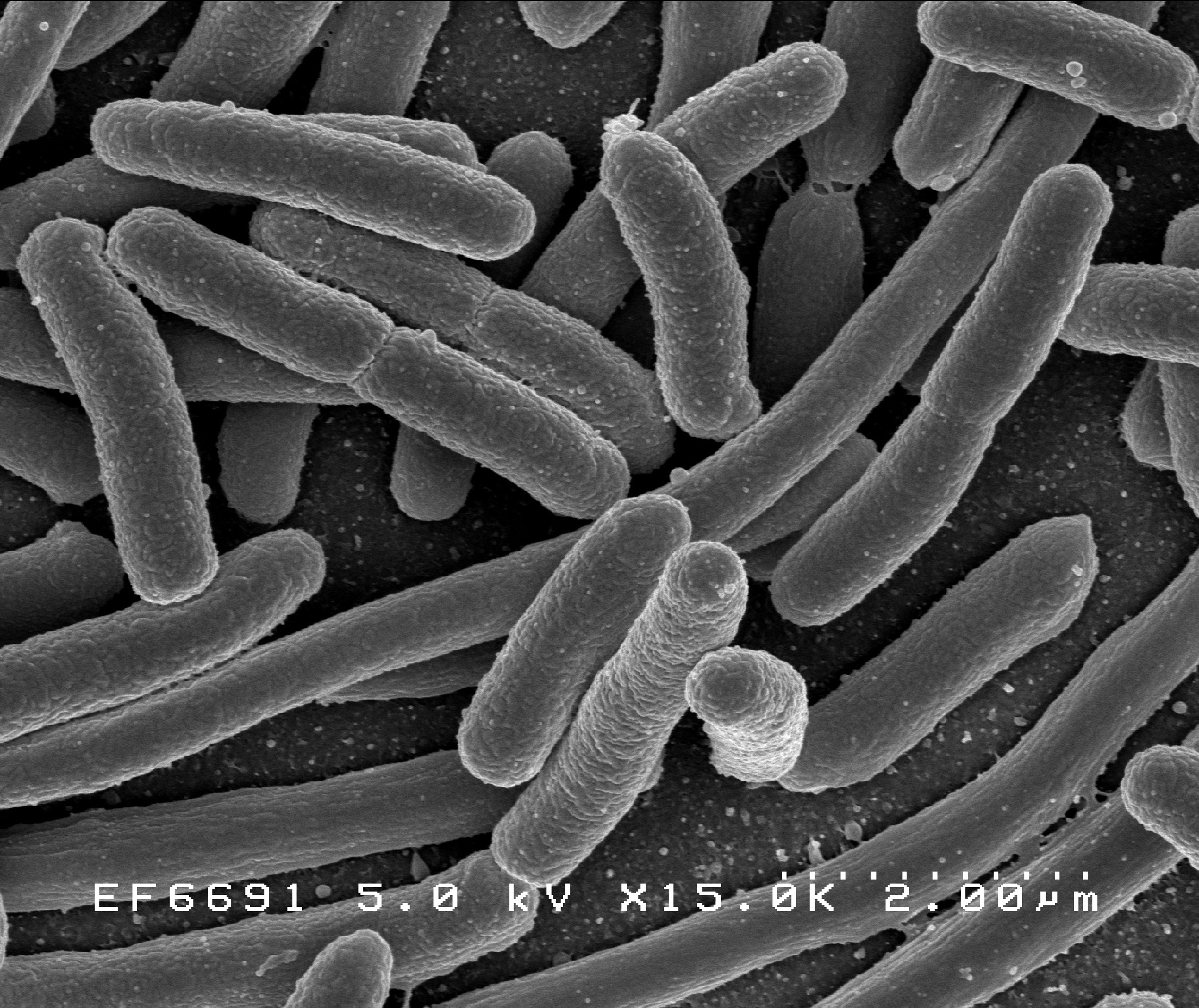
Escherichia coli, una de las muchas especies de bacterias presentes en el intestino humano.

Se denomina microbiota intestinal, flora bacteriana o flora intestinal (prefiriendo el uso del término microbiota) al conjunto de microorganismos (bacterias, virus y hongos) que viven en el intestino, en una relación de simbiosis tanto de tipo comensal como de mutualismo. Este conjunto forma parte de la microbiota normal. La gran mayoría de estos microorganismos no son dañinos para la salud y muchos son beneficiosos, por lo que esta microbiota intestinal es importante para el estado de salud del organismo. Se calcula que el ser humano tiene en su interior unas dos mil especies bacterianas diferentes, de las cuales solamente cien pueden llegar a ser perjudiciales.
Muchas especies animales dependen muy estrechamente de su flora intestinal. Por ejemplo, sin ella, las vacas no serían capaces de digerir la celulosa, ni las termitas de alimentarse de madera, ya que no son ellas mismas, sino su microbiota, las que son capaces de procesar este tipo de alimentos. En el ser humano, la dependencia no es tan radical, pero sí es importante. Ayudan en ocasiones a la absorción de nutrientes y forman un ecosistema complejo que se autorregula y se mantiene en equilibrio. En otras ocasiones son imprescindibles para la síntesis de determinados compuestos, como la vitamina K y algunas del complejo B. También tienen efectos colaterales, como la producción de gases, responsables del olor característico de las heces. Algunas de ellas pueden causar infecciones de cualquier gravedad. En la flora intestinal están también presentes levaduras y virus, entre los virus predominan los bacteriófagos (fageoma intestinal). 
La flora del adulto está influida por factores intrínsecos —secreciones intestinales— y extrínsecos —envejecimiento, dieta, estrés, antibióticos y alimentos con componentes prebióticos o con organismos probióticos—.
Al estar compuesta de microorganismos es muy sensible a los antibióticos, que pueden causar su alteración.
Se regenera periódicamente, excretándose los microorganismos muertos a través de las heces.

## Adquisición de flora intestinal por infantes
En el intestino de los recién nacidos no hay microorganismos. Esto causa entre otras cosas deficiencia de vitamina K que se produce de manera endógena solamente en el intestino gracias a estas bacterias. Por esta razón, es necesaria la aplicación de una dosis inicial de vitamina K en los neonatos. Durante las primeras etapas de la vida se va componiendo un tipo de flora inicial, primeramente a partir de la flora vaginal y gastrointestinal de la madre. Posteriormente, por efecto de la leche materna, se favorece un predominio de bífidobacterias en los lactantes alimentados así, y flora diversa en los que reciben otros alimentos. Y por último, tras el destete, se produce una flora de transición que cambia hasta la flora del adulto. Por lo tanto, el ensamblaje de la comunidad microbiana del intestino comienza en el nacimiento y, una vez que se establece de manera completa en el adulto, las características de su composición resisten a la mayoría de perturbaciones.

## Composición de la microbiota intestinal
La composición de la microbiota intestinal es muy variable entre los adultos aunque se ha visto que los individuos de la misma familia comparten comunidades más similares que aquellos que no están emparentados, como cabe esperar. Un estudio en el que utilizaron gemelos, observaron que los gemelos monocigóticos revelan mayor similitud en sus respectivas microbiotas intestinales que los gemelos dicigóticos. Por otro lado, otros estudios han sugerido que existe una influencia en la composición del microbioma por genes específicos. Un estudio reciente en el que usan la secuenciación metagenómica del ser humano, con el Proyecto Microbioma Humano de su lado, ha comprobado que existen asociaciones entre la variación genética de todo el genoma humano y el microbioma, e identificaron una asociación entre el gen LCT y la abundancia de las bacterias del género Bifidobacterium.
Esto hace pensar que tanto los determinantes genéticos como ambientales podrían subyacer a esa similitud de microbioma en las familias. Entre los factores ambientales que determinan la estructura de la microbiota intestinal se encuentran la dieta, la edad, la geografía, el consumo de medicación, el índice de masa corporal y/o el sexo, entre otros. Es decir, estas variables han sido determinadas previamente como influyentes de la microbiota intestinal y todos ellos juegan un papel fundamental en la variabilidad del microbioma siendo la dieta y la edad las más importantes.
Diversos estudios han puesto de manifiesto que los tres filos bacterianos predominantes en la microbiota intestinal son:
1. Bacillota / Firmicutes (Abundancia relativa = 65 %)
2. Bacteroidota (Abundancia relativa = 23 %)
3. Actinomycetota (Abundancia relativa = 5 %)

Además, existen 127 géneros de bacterias que aparece en todos los seres humanos entre los que cabe destacar: Blautia, Coprococcus, Ruminococcus, Bacteroides, Faecalibacterium, Streptococcus y Oscillospira. En este mismo estudio descubrieron varios factores genéticos que contribuían a la abundancia de 94 bacterias sobre 249 totales.
La variabilidad interindividual se mide con los índices de β-diversidad ya que representa el total de las diferencias entre las comunidades microbianas en la población y son dirigidas por la variación de múltiples taxones.
Existen evidencias de que la microbiota intestinal contribuye de manera significativa a los perfiles de ácidos biliares del ser humano, algo que ya se observó en ratones. Se ha observado también una correlación entre la composición microbiana y los ácidos grasos poliinsaturados 7 y 15, entre los que se encuentra el ácido araquidónico. Esta microbiota ha sido asociada a los genes que codifican para el receptor de serotonina y para el receptor de glutamato, que son componentes potenciales del eje cerebro-intestino; y a la variación cercana al gen CLEC16A que se ha asociado a varios trastornos autoinmunes e inflamatorios provocando así varias alteraciones en la microbiota intestinal. Otro dato interesante ha sido la asociación al gen que codifica para la proopiomelanocortina (POMC) que contiene múltiples SNPs entre los cuales se encuentra uno que se ha predicho como sitio de unión a receptor de vitamina D (VDR).
Se ha planteado una relación de la microbiota con la obesidad. Esta hipótesis nace de la observación de que pacientes obesos presentan una microbiota intestinal distinta a la de individuos normopeso. 
Aunque aún hay controversias, el ratio entre Firmicutes y Bacteroidetes se asocia con la obesidad del individuo, el contenido de Firmicutes aumenta gradualmente cuando disminuye el de Bacteroidetes al aumentar el índice de masa corporal, de este modo el ratio F/B ha sido significativamente asociado con el IMC.

## Funciones asociadas a la flora intestinal

Medio ambiente intestinal conformado por el intestino hospedador, los microbios y los alimentos en etapa de digestión. Aquí el Eub338 tiñe las bacterias de color fucsia dentro de la luz del intestino.

Los microorganismos habitan el intestino humano mediando las funciones metabólicas, fisiológicas e inmunes del hospedador. Por lo tanto las perturbaciones en este ecosistema simbionte pueden provocar algunas enfermedades. Además, los estados de enfermedad provocan cambios secundarios en la microbiota intestinal. El conocimiento de todos los factores que determinan la composición de la microbiota en condiciones de salud, es esencial para descifrar la naturaleza de los estados de enfermedad y el desarrollo de estrategias terapéuticas frente a estas.
La microbiota intestinal ha sido asociada por diversos estudios a funciones como el metabolismo de algunos carbohidratos, la colina,metabolismo de fármacos, especialización del sistema inmunitario y control del crecimiento de células del endotelio especialmente del colon (colonocitos). Esta última función es muy importante para el control de cáncer en esta zona, ya que las bacterias cuando metabolizan alimentos ricos en fibra, liberan ácido butírico que está involucrado en la diferenciación de las células del intestino grueso e induce apoptosis, lo cual es importante para eliminar células no funcionales que pueden ser cancerígenas y para mitigar inflamaciones.

### Metabolismo de carbohidratos
Las bacterias del intestino perciben y degradan ciertos polisacáridos específicos de la pared celular de los vegetales, mediante complejos específicos  de proteínas de membrana, así permiten aumentar las capacidades digestivas humanas. Algunos tipos de bacterias poseen un arsenal de enzimas para la digestión de carbohidratos complejos como celulosa, hemicelulosa y pectina que forman las paredes celulares vegetales. Las bacterias rompen esos carbohidratos complejos en azúcares simples, los cuales son a su vez fermentados para crear ácidos grasos de cadena corta que las células humanas pueden absorber. Esos ácidos grasos cortos contribuyen al 10 % de las calorías que el organismo humano requiere.
Polisacáridos como el almidón, los oligosacáridos y algunos azúcares que el cuerpo no absorbe durante el metabolismo, son digeridos por las diversas bacterias alojadas en el intestino. Como consecuencia de este metabolismo de carbohidratos y su fermentación, se producen gases y flatulencias con olores característicos de las heces fecales.

### Metabolismo de fármacos
Los microorganismos intestinales participan en el metabolismo de fármacos a través de procesos de degradación o biotransformación como por ejemplo mediante reacciones de hidrólisis o de reducción, respectivamente. Al modificar químicamente la estructura de los fármaco, se modifica a su vez, su actividad y toxicidad, lo que puede conllevar la pérdida de su eficacia. Un ejemplo es el metabolismo de digoxina, un medicamento para tratar afecciones cardiacas. Se ha visto que la presencia de Eggerthella lenta en la microbiota reduce este fármaco a su forma inactiva dihidrodigoxina, produciendo así, la pérdida de eficacia y toxicidad del fármaco.
Sin embargo, al existir una variación interindividual de la microbiota, los efectos que ésta pueda tener sobre el metabolismo de fármacos dependerán de cada persona. Por ello, es importante estudiar la microbiota para realizar una medicina personalizada y saber si una persona es capaz de responder o no ante un fármaco. 

### Especialización del sistema inmunitario

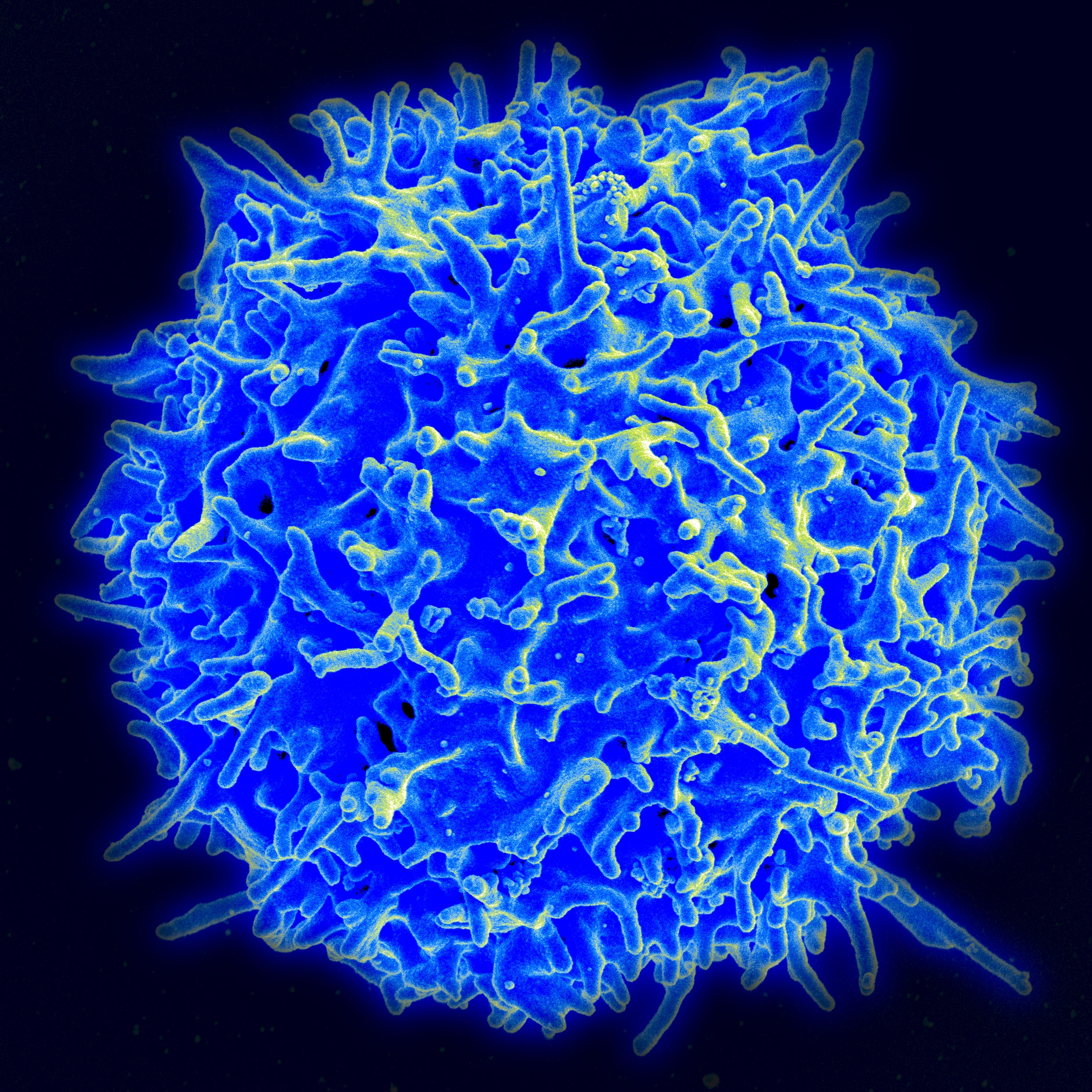
Micrografía de un linfocito T humano (también llamado célula T) del sistema inmunitario de un donador sano

La flora intestinal tiene una importante función en la especialización del tejido linfoide asociado a la mucosa del intestino. Estas bacterias se encargan de mostrarle a los linfocitos (específicamente los linfocitos T) cuales cepas son útiles para el cuerpo y cuales les permite reconocer mejor a los antígenos invasores. De esta forma, las bacterias alojadas en el intestino especializan el sistema inmunitario para favorecer su supervivencia lo cual decide cuáles bacterias serán las predominantes de la microbiota. Esta es una de las razones por las que a los neonatos se les debe cuidar muy bien la alimentación, puesto que las primeras bacterias que se le alojen en el intestino adaptarán su microambiente para favorecer su propia supervivencia, y esto podría afectar la implantación de otras bacterias esenciales en la microbiota normal humana.

## Variaciones en la microbiota intestinal
Cambios en la flora intestinal puede tener efectos nocivos a la salud humana. La utilización de antibióticos de amplio espectro es una de las razones por la cual la población de bacterias puede disminuir. Por el contrario, el uso de probióticos estimula el crecimiento de la microbiota intestinal gracias a que mejora las condiciones del microambiente bacteriano y se ha demostrado que son útiles para la prevención y el tratamiento de diarrea infecciosa aguda en lactantes.

## Relación de la microbiota con la obesidad
Diversos estudios han demostrado que la microbiota gobierna factores en el endotelio del intestino que controlan el balance de energía. Este equilibrio está regulado por la liberación de péptido YY que es una de las hormonas que provocan la sensación de saciedad después de cada comida. Además de péptido YY, a través de la flora intestinal los enterocitos producen un factor Fiaf que inhibe la lipoproteinlipasa, (enzima encargada de hacer lipólisis) lo que ayuda a almacenar todos los lípidos y convertirlos en ácidos grasos. Por lo tanto, si el equilibrio en la microbiota intestinal es alterado, provoca un descontrol en el balance de energía que a su vez genera trastornos en la secreción de las distintas hormonas que pueden provocar obesidad. Estudios en ratones han demostrado que un trasplante de microbiota intestinal podría ser un buen tratamiento para la obesidad.

## Regulación hepática de la flora intestinal
Estas bacterias son inofensivas ya que están controladas por el organismo, que no permite su excesiva proliferación ya que la sangre intestinal, que puede transportar algunas de estas bacterias, drena en la vena porta, que pasa por el hígado que actúa como un filtro depurador. Sin embargo, en ciertas enfermedades como en la cirrosis hepática, el hígado pierde su función de depuración sanguínea. En la cirrosis, además el hígado sufre una fibrosis, endureciéndolo y comprimiendo los vasos internos por lo que toda sangre que esté llegando a él refluye o se desvía por otras venas, saltando el hígado (anastomosis porto-cava). Esto provoca que la sangre intestinal con bacterias pase directamente a la circulación sistémica y pueda provocar enfermedades y/o condiciones graves.

## Tratamiento mediante trasplante de microbiota fecal

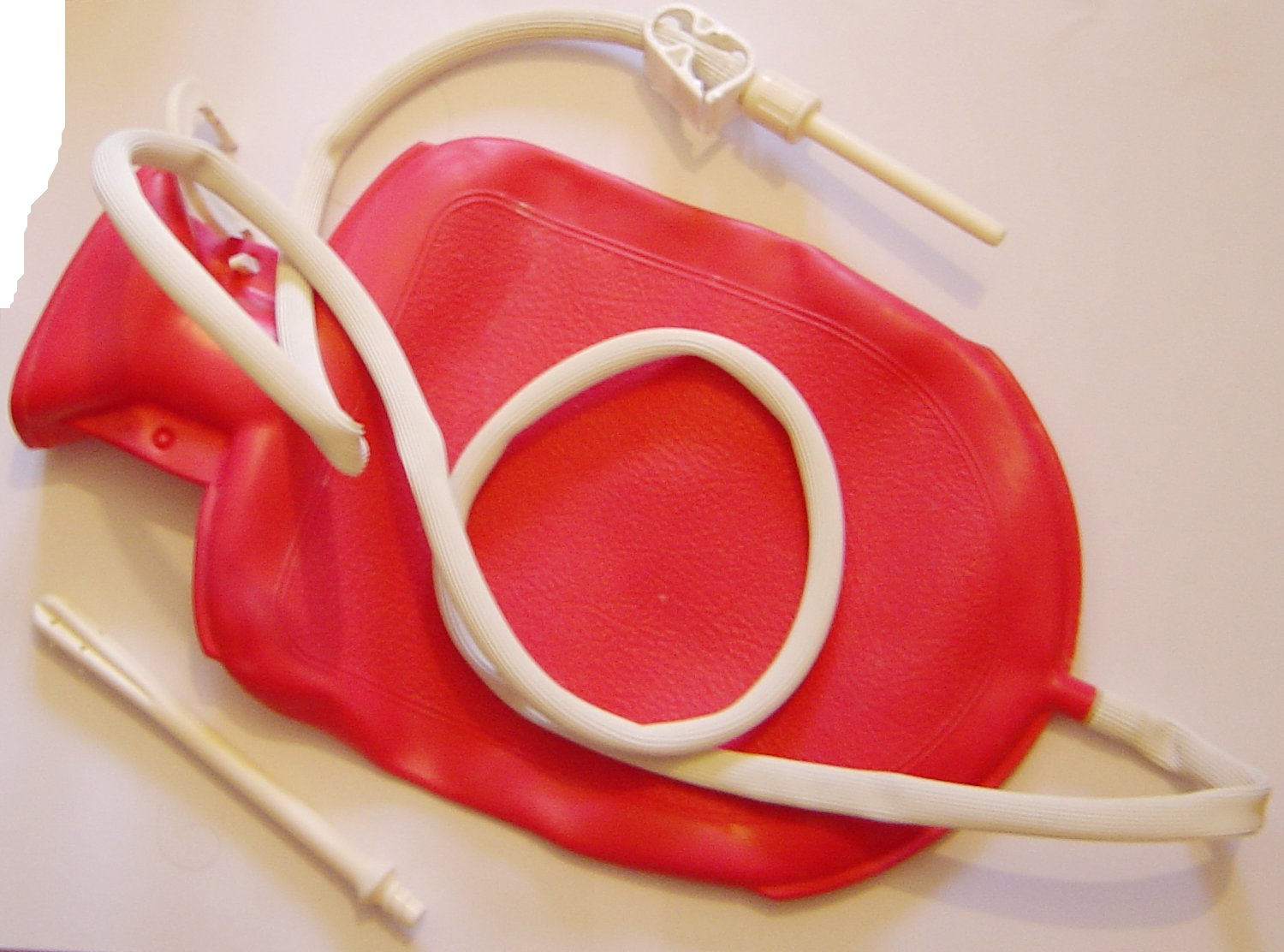
Bolsa de enema.

En ciertas etapas de diversas enfermedades que afectan al tracto gastrointestinal puede haber una alteración de la flora intestinal, tales como colitis por Clostridium difficile, enfermedad inflamatoria intestinal (enfermedad de Crohn y colitis ulcerosa), síndrome del intestino irritable y diversos estados de enfermedad hepática. Un número creciente de estudios ha investigado el uso de un trasplante de microbiota fecal como posible terapia potencial. Este procedimiento consiste en depositar materia fecal perteneciente a un individuo sano en el intestino del individuo enfermo, con el propósito de restablecer el equilibrio de la flora intestinal. Las heces del donante se analizan para detectar múltiples enfermedades infecciosas, incluidos el VIH y la hepatitis C, y se evalúa el uso reciente de antibióticos, medicamentos inmunosupresores o la presencia de enfermedad metabólica o maligna.
Se puede administrar por vía endoscópica, a través de una sonda nasogástrica o mediante cápsulas orales preparadas a partir de las heces frescas o congeladas. No obstante, no se ha realizado una comparación directa de los diferentes modos de administración en un solo ensayo clínico. La vía endoscópica tiene las ventajas de la visualización directa del tracto gastrointestinal, pero existen los riesgos estándar asociados al procedimiento y a la sedación, además del mayor coste económico. La administración mediante una sonda nasal es mínimamente invasiva, pero presenta riesgo de aspiración y vómito. Las cápsulas orales son el procedimiento más económico y menos invasivo, pero hay pocas evidencias disponibles sobre su efectividad.
El trasplante fecal es un procedimiento experimental y que lleva aparejados diversos riesgos. Entre los efectos secundarios leves se incluyen calambres y vómitos. Entre los efectos secundarios graves, se han documentado casos de brotes y agudización de la enfermedad previa del paciente; en algunos se ha requerido hospitalización y en uno de los casos, se precisó una colectomía (extirpación del colon). Otro motivo de preocupación citado por muchos científicos es la posibilidad de provocar una infección sistémica (que afecta a varios órganos), con la introducción de una flora microbiana extraña en el tracto gastrointestinal de los pacientes, particularmente importante en el caso de personas inmunodeprimidas.

## Análisis computacional del microbioma intestinal
Se han desarrollado nuevos métodos de análisis del microbioma, como las Herramientas de análisis metagenómico.
Herramientas de análisis metagenómico
- HUMAnN 3.0[16]
- gutSMASH[17]

Índices de salud intestinal
- Gut Microbiome Health Index[18]
- Health Index with Principal Component Analysis[19]
- q2-predict-dysbiosis.[20]

Bases de datos públicas
Las bases de datos públicas de microbioma, permiten almacenar y compartir datos de secuenciación masiva de muestras intestinales, junto con metadatos de los donantes. 
- GMrepo[21]
- Human Microbiome Project (HMP)  Proyecto Microbioma Humano
- Human Microbiome Compendium[22]
- MicrobiomeHD[23]
- GutMetaNet[24]
- Human Gut Microbiome Atlas[25]
- Gut Sequence Database[26]